# Levorfanol
El levorfanol es una droga opioide usada para tratar el dolor severo. Es el estereoisómero levógiro del morfinano sintético y un agonista opioide puro, descrito por primera vez en Alemania en 1948 como un analgésico por vía oral similar a la morfina. El morfinano es el fármaco original y el prototipo de una gran serie de agonistas y antagonistas de los receptores opioides y/o antagonistas de receptores NMDA utilizados en la medicina.

## Historia
El levorfanol marcado con tritio se utilizó en la investigación que condujo al descubrimiento los receptores opioides en el sistema nervioso humano, incluyendo el primer estudio publicado en 1971.

## Farmacología
El levorfanol es el único agonista de los receptores μ, de los opioides de la serie del morfinano disponible en el comercio. El levorfanol posee un isómero D (dextro) llamado dextrorfano que carece relativamente de acción analgésica, pero tiene efectos inhibidores en los receptores NMDA (N-metil-D-aspartato). El levorfanol también es agonista de los receptores κ (kappa) y los receptores δ (delta).
Los efectos farmacológicos del levorfanol son estrechamente paralelos a los de la morfina. Sin embargo, los informes clínicos sugieren que produce menos náusea y vómito. El levorfanol se metaboliza con menor rapidez y tiene una semivida aproximada de 12 a 16 horas; la administración repetida a intervalos breves puede producir, por tanto, acumulación plasmática del fármaco.
El levorfanol es un análogo de la codeína y posee una elevada razón de potencia oral/parenteral. La mayor eficacia oral de este fármaco se debe a menor metabolismo de primer paso por el hígado.

## Usos
A diferencia de muchos analgésicos, la formulación oral de levorfanol tiene una eficacia casi tan buena como la versión intravenosa. Un experimento con animales han demostrado que el fármaco puede trabajar cuando simplemente se frota sobre una superficie de la piel que está padeciendo dolor; esa capacidad es una ventaja ya que evita la necesidad de tener la sustancia circulando por todo el cuerpo cuando solo un punto particular necesita tratamiento. Incluso el dolor severo puede ser exitosamente tratado con el fármaco, que se utiliza para condiciones que van desde la cirugía hasta el cáncer. Estudios la han comparado con fentanilo, petidina (meperidina) y la morfina. Se considera al levorfanol 4 a 15 veces más potente que la morfina. Una dosis de control del dolor con levorfanol surtirá efecto aproximadamente a la misma velocidad que la morfina, pero con mayor duración de efecto. La administración prolongada de morfina puede revertir la acción analgésica y en cambio aumentar la incomodidad, mientras que al mismo tiempo provoca espasmos musculares; pacientes bajo tratamiento con morfina pueden cambiarse a levorfanol para evitar esos resultados.

## Farmacodinamia
Al igual que otros agonistas opioides μ se cree que actúa en los receptores en la materia gris periacueductal y periventricular tanto en el cerebro y la médula espinal para alterar la transmisión y percepción del dolor. El inicio de la analgesia y el efecto pico analgésico siguiente a la administración del levorfanol son similares a la morfina cuando se administra a dosis equianalgésicas.
El levorfanol produce cierto grado de depresión respiratoria similar a la producida por la morfina en dosis equianalgésicas y como muchos opioides μ, el levorfanol produce euforia o tiene un efecto positivo en el humor de muchos individuos. 2 mg de tartrato de levorfanol intramuscular deprime la respiración en un grado aproximadamente equivalente a la producida por 10 a 15 mg de morfina intramuscular en el hombre. Los cambios hemodinámicos tras la administración intravenosa de levorfanol no se han estudiado en el hombre, pero se espera que se asemejen a las observadas clínicamente después de la administración de morfina.
Al igual que con otros opiáceos, los niveles en sangre necesarios para la analgesia son determinadas por la tolerancia opioide del paciente y es probable que aumenten con el uso crónico. La tasa de desarrollo de tolerancia es muy variable y está determinada por la dosis, el intervalo de dosificación, la edad, el uso de fármacos concomitantes y el estado físico del paciente. Mientras que los niveles en sangre de los fármacos opioides pueden ser útiles en la evaluación de los casos individuales, la dosificación se ajusta generalmente mediante la observación clínica y cuidadosa del paciente.

## Farmacocinética
El levorfanol se absorbe bien tras la administración vía oral con las concentraciones plasmáticas máximas aproximadamente 1 hora después de la dosificación. La biodisponibilidad de los comprimidos de levorfanol en comparación con la administración intramuscular o Iintravenosa se desconoce.
No existen estudios de farmacocinética de la absorción de levorfanol intramuscular, pero los datos clínicos sugieren que la absorción es rápida, con aparición de los efectos dentro de 15 a 30 minutos de su administración.

## Interacciones medicamentosas
El uso concurrente de levorfanol con todos los depresores del sistema nervioso central (por ejemplo, alcohol, sedantes, hipnóticos, otros opioides, anestésicos generales, barbitúricos, antidepresivos tricíclicos, fenotiazinas, tranquilizantes, relajantes musculares y antihistamínicos) puede dar lugar a efectos acumulativos depresores del sistema nervioso central.

## Uso en embarazo y lactancia
El levorfanol ha demostrado ser teratogénico en ratones cuando se administra en una dosis oral única de 25 mg / kg. La dosis evaluada causó una mortalidad cercana al 50% de los embriones de ratón. No hay estudios adecuados y bien controlados en mujeres embarazadas. El levorfanol debe utilizarse durante el embarazo solo si el beneficio potencial justifica el riesgo potencial para el feto. Los bebés nacidos de madres que han tomado opioides con regularidad antes del parto puede ser físicamente dependientes. Un estudio en conejos ha demostrado que a dosis de 1.5 a 20 mg / kg, el levorfanol administrado por vía intravenosa cruza la barrera placentaria y deprime la respiración fetal.
No se han realizado estudios de las concentraciones de levorfanol en la leche materna. Sin embargo, la morfina, que es similar estructuralmente al levorfanol, se excreta por la leche humana. Debido al potencial de reacciones adversas graves de Levorfanol en los lactantes, se debe decidir si interrumpir la lactancia o suspender el fármaco, teniendo en cuenta la importancia del medicamento para la madre. La leche de una madre lactante que usa levorfanol se supone que contiene suficiente dosis del fármaco para provocar efectos no deseados en el lactante, pero esa posibilidad se puede minimizar esperando el tiempo suficiente después de una dosis antes de amamantar (el retardo puede permitir que la cantidad de fármaco en el organismo salga del cuerpo de la mujer).

## Uso geriátrico
La dosis inicial del fármaco se debe reducir en un 50% o más en el paciente anciano enfermo, a pesar de que no ha habido reportes de eventos adversos inesperados en las poblaciones mayores. Todas las drogas de esta clase pueden estar asociadas con un efecto profundo o prolongado en pacientes de edad avanzada, tanto por razones farmacocinéticas y farmacodinámicas por lo que se requiere precaución.

## Inconvenientes
El levorfanol puede causar dificultad respiratoria peligrosa e incluso mortal. Por esa razón el personal médico debe ajustar cuidadosamente la dosis a las necesidades individuales de un paciente en lugar de depender de las cantidades habituales de la droga de manera segura. Se supone que debe utilizarse con especial precaución en pacientes con asma, función tiroidea baja, dificultad urinaria, o una próstata agrandada. Cautela es también prudente cuando se utiliza la sustancia para reducir el dolor en el corazón, ya que la influencia del fármaco sobre la función cardiaca no se ha confirmado. La sustancia se puede reducir la presión sanguínea y puede producir náuseas, vómitos y estreñimiento. El levorfanol puede causar mareos en los usuarios y las habilidades necesarias para el funcionamiento de daños a vehículo o utilizar maquinaria peligrosa. Aunque el levorfanol es un sedante en el ser humano, aumenta la actividad de la pierna en ponis, un efecto que no puede haber escapado a la atención de las personas que buscan formas de mejorar el rendimiento de los animales en las carreras.
En los seres humanos la droga puede mejorar el ánimo e incluso producir euforia, y algunos usuarios dicen que se volvieron adictos a ella. Un experimento con ratas demostró parcial tolerancia cruzada con el alcohol, lo que sugiere que los dos drogas atraen a la misma clase de personas. Algunas pruebas de drogas hechas por empleadores no pueden distinguir entre el levorfanol y el dextrorfano.

## Factores de abuso
La tolerancia y la dependencia pueden desarrollarse cuando se utiliza levorfanol. Cuando las ratas dependientes se les da a elegir entre agua y una solución endulzada con el levorfanol, preferían la solución de la droga, pero cuando la elección era entre la solución de la misma droga y el agua dulce prefirieron el agua dulce. Cuando los experimentadores ofrecieron a otro conjunto de ratas dependientes agua simple y solución de levorfanol sin azúcar, los animales prefirieron el agua directamente. Estos resultados implican que el fármaco tiene un potencial de adicción bajo, pero una implicación no es un hecho. Hay que tener en cuenta que el resto de animales -en este caso ratas de laboratorio- no siempre reaccionan a una sustancia de la misma manera que los humanos.

## Sobredosis
Antagonistas de los opioides tales como la naloxona pueden producir cambio dramático en la depresión respiratoria severa, y el uso de la naloxona es el tratamiento de elección en caso de sobredosis de levorfanol. 

## Antagonismo
Los cambios relativamente menores en la estructura de un opioide pueden convertir al fármaco, que era primordialmente un agonista, en otro con acciones antagonistas sobre uno o más tipos de receptores de los opioides. La sustitución más frecuente es la de la mitad de mayor tamaño (p. ej., un grupo alilo o un grupo metilciclopropilo) por el grupo N-metilo que es característico de los agonistas de los receptores μ. Estas sustituciones transforman al levorfanol en levalorfán.

## Interacciones con otros medicamentos
El uso simultáneo de levorfanol con alcohol u otros depresores aumenta la posibilidad de sobredosis acumulativa. En ratones, el anestésico lidocaína estimula los efectos de alivio del dolor por el levorfanol Los antihistamínicos e inhibidores de la monoaminooxidasa (IMAO) deben evitarse cuando se administra levorfanol. El levorfanol también puede ser peligroso si se toma con alprazolam, diazepam, flurazepam, lorazepam, fenobarbital, o temazepam.